# Ali Lamine Zeine
Ali Mahamane Lamine Zeine (Zinder, 1965) é um político e economista Níger. Foi Ministro da Economia e Finanças do Níger de novembro de 2002 a fevereiro de 2010. Atualmente ele é o primeiro-ministro do Conselho Nacional para a Salvaguarda da Pátria desde 8 de agosto de 2023.

## Biografia
Ali Lamine Zeine nasceu em 1965 e formou-se no Centro de Estudos Financeiros, Econômicos e Bancários em Marselha e Paris 1. Trabalhou como representante residente do Banco Africano de Desenvolvimento no Chade, Costa do Marfim e Gabão.
Depois de servir como Diretor do Gabinete do Presidente Mamadou Tandja, Zeine foi nomeado para o governo como Ministro da Economia e Finanças em 24 de outubro de 2003.
Depois que o editor do jornal Boussada Ben Ali alegou que Zeine havia roubado dinheiro que fazia parte de um contrato de petróleo entre o Níger e a República Popular da China, Ben Ali foi preso em 23 de janeiro de 2009 e condenado a três meses de prisão por divulgar informações falsas em 6 de fevereiro de 2009.
Tandja foi deposto em um golpe militar em 18 de fevereiro de 2010 e seu governo foi dissolvido. Como um dos principais associados de Tandja, Zeine foi um dos três únicos ministros que não foram prontamente libertados da prisão domiciliar nos dias após o golpe. Segundo um dos líderes da junta, o coronel Djibrilla Hamidou Hima, os ministros "ainda sob vigilância" detinham "pastas muito sensíveis" e, portanto, era necessário "garantir sua segurança". O Movimento Nacional para o Desenvolvimento da Sociedade (MNSD) pediu a libertação de Zeine, Tandja e os outros.